# Udo Steinberg Werle

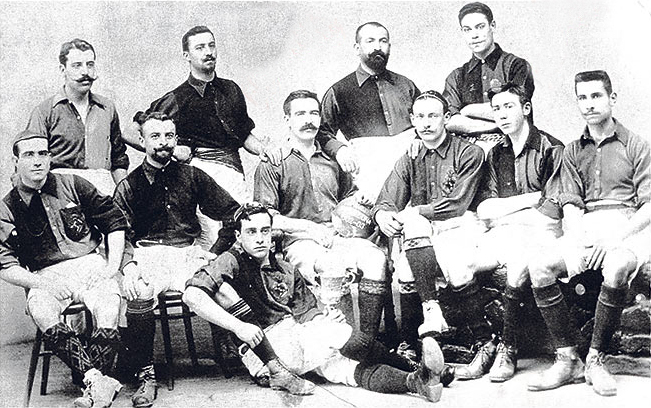
El Barça de 1903, campió de la Copa Barcelona. Dempeus: Llobet, Terradas, Reig i Vidal. Asseguts: Lluís d'Ossó, Steinberg, Meyer, Witty, Gamper, Harris i Lassaleta.

Udo Steinberg Werle (Berlín, 1876 - Madrid, 25 de desembre de 1919) va ser un futbolista alemany que va jugar al FC Barcelona entre els anys 1901 i 1910.
A Alemanya va viure a Berlín i es va traslladar el 1896 a Chemnitz on fundà el 1899 el Britannia Chemnitz. Steinberg va ser enviat com a delegat del Britannia a Leipzig a la reunió fundacional de l'Associació Alemanya de Futbol.
Steinberg era un enginyer tècnic industrial que es va traslladar a Barcelona el març de 1899, on va dirigir l'empresa La Maquinista Hispania de Barcelona. Juntament amb Joan Gamper, Ernest Witty, Arthur Witty i John Parsons, entre d'altres va fundar el Lawn Tennis Club Barcelona, més tard Reial Club de Tennis Barcelona. També començà a practicar futbol juntament amb Joan Gamper, destacant en la seva funció de davanter. Jugà entre el 1901 i el 1910 un total de 67 partits, i marcà 55 gols. Fou campió de la Copa Macaya (1902), de la Copa Barcelona (1903), del Campionat de Catalunya (1903, 1909, 1910) i de la Copa d'Espanya (1910). En el transcurs de la Copa d'Espanya de l'any 1902, Steinberg va marcar el primer gol oficial de la història del Barça al Reial Madrid CF, en el primer partit que ambdós clubs s'enfrontaven.
L'any 1902 fou l'encarregat d'organitzar la primera escola de futbol del club. Per aquest motiu sovint és considerat el primer entrenador del club.
Steinberg també era un bon atleta en els 100 i 400 metres. Va ser un dels primers redactors del diari esportiu El Mundo Deportivo.
Entre el 8 de febrer i el 9 de desembre de 1906, fou president de l'Associació de Clubs, abans de convertir-se en Federació Catalana de Futbol.